# Codex Daza
Pour les articles homonymes, voir Daza.
Le codex Daza (Códice Daza) est un cahier manuscrit de 532 pages qui contient des notes originales et les ébauches de plusieurs œuvres inédites de l'auteur espagnol du Siècle d'or Félix Lope de Vega y Carpio.
Le cahier a appartenu à un particulier jusqu'en 2005, année où il fut mis à la vente et acheté par le ministère de la Culture pour la Bibliothèque nationale d'Espagne contre la somme de 700 000 euros,. Il s'agit de l'un des trois seuls brouillons de Lope de Vega encore conservés de nos jours.